# ジャンヌ・ダルク処刑裁判

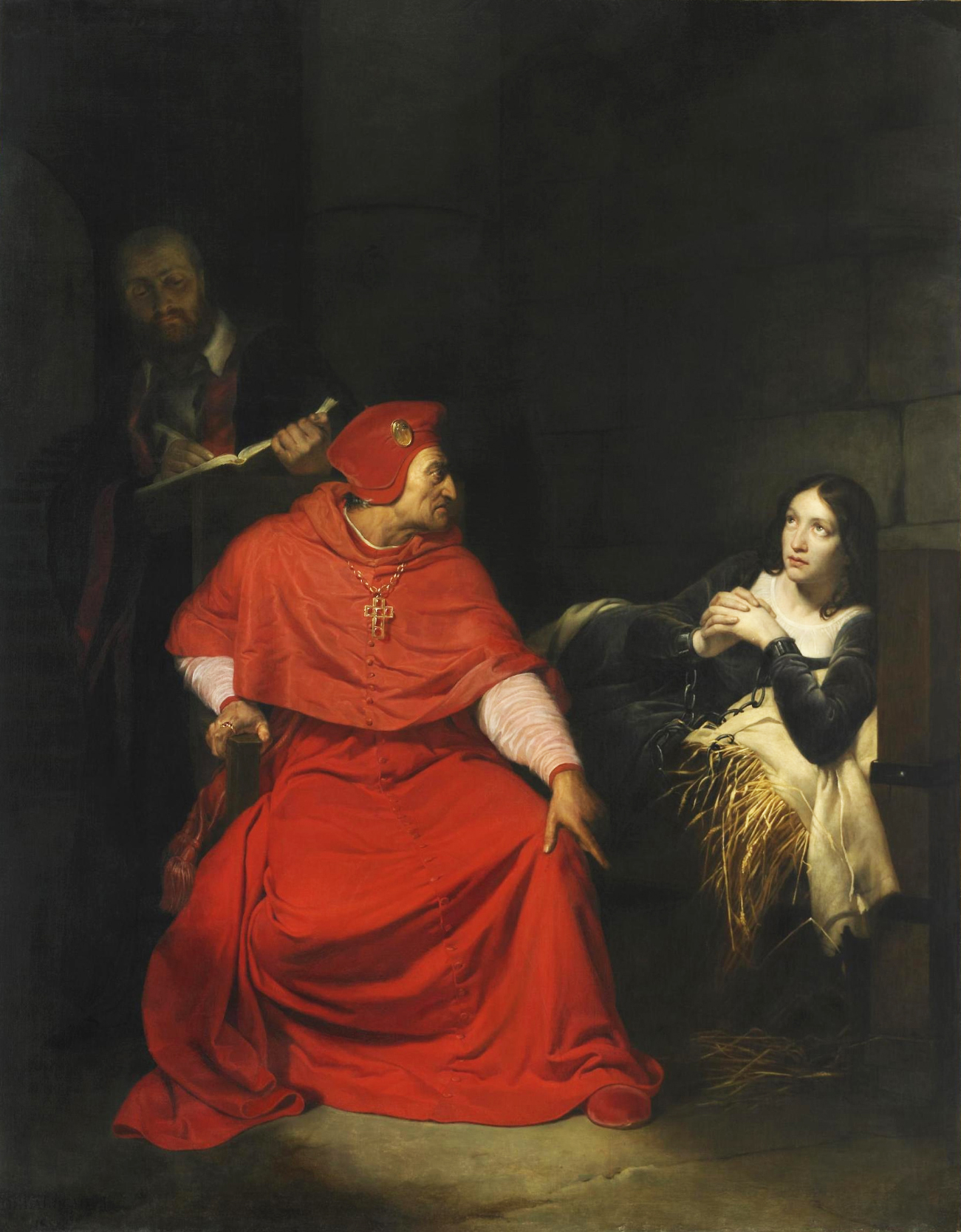
ポール・ドラローシュ『ウィンチェスター枢機卿の尋問を受ける独房のジャンヌ・ダルク』(1824年)

ジャンヌ・ダルク処刑裁判（英語: Trial of Joan of Arc）とは、ジャンヌ・ダルクが異端審問で有罪判決を受け、1431年5月30日にフランス・ルーアンのヴィユ・マルシェ広場で、火刑に処された裁判のことである。

## 概要
1431年の前半のノルマンディーのルーアンにあるイングランド支持によるジャンヌ・ダルクの異端審問は、歴史の中でもっとも有名な裁判の一つであり、多くの本や映画の対象となっている。この裁判は、事件の被告であった若いフランスの農民の少女、ジャンヌ・ダルクとして歴史的に知られている人物の処刑に至った。その後、審問官ジャン・ブレアル異端検察総監の上訴で前判決が再審理となり、1456年、法廷はジャンヌの有罪判決を無効とし復権が宣言された。
1920年にはカトリック教会によって列聖された。ジャンヌはフランス国民のヒロインと考えられている。

## 背景と状況
1429年の春、ジャンヌ・ダルクは啓示を受け、フランスのシャルル王太子（後のフランス王シャルル7世）の軍隊に一連の軍事的勝利をもたらし、イングランドに包囲されていたオルレアンを5月に解放し（オルレアン包囲戦）、残りのイングランド軍の大部分を6月のパテーの戦いで破壊し、百年戦争の過程を逆転させる。7月17日、王太子であるシャルル7世はランスで戴冠した。
だが、9月のパリ包囲戦ではシャルル7世の命令によってフランス軍が撤退、11月のラ・シャリテ・シュール・ロワール包囲戦ではジャンヌは軍事的失敗をした。翌1430年3月、ブルゴーニュ派とのコンピエーニュ包囲戦でフランス軍の撤退時に最後尾にいたジャンヌは、コンピエーニュの門の前で捕縛され捕虜となる。ブルゴーニュ派はブルゴーニュ公フィリップ3世（善良公）が率いる派閥で、イングランドと同盟していた。
ブルゴーニュ派はジャンヌをトゥール貨10,000リーヴルでイングランドに引き渡した。12月、ジャンヌはイングランド王ヘンリー6世のフランスの軍事本部と行政首都であるルーアンに移され、教会裁判で決められた時よりも早く、イングランド支持のフランス人司教ピエール・コーションが率いる異端審問にかけられた。

## 証言記録
ジャンヌ・ダルクの生涯は、ジャンヌの時代の最高の記録の一つである。これは、ジャンヌが貴族ではなく農民の少女であると考える時に特に顕著である。この事実は部分的に裁判記録に起因するものであり、部分的には、裁判が調査され、その判決が覆された戦後の後の控訴の記録にも起因する。1431年の裁判では、書記を務めた公証人ギヨーム・マンションが率いる公証人の3人がフランス語でノートをとり、裁判後に毎日照合した。約4年後、これらの記録は、マンションとパリ大学の博士トマ・ド・クールセルによってラテン語に翻訳され、正式な記録とされた。5つのコピーが作成され、そのうち3つは現在も存在している。
1450年代に行われた長年にわたる調査と上訴審では、訴訟手続き中の詳細や舞台裏での活動についての追加情報が得られた。これらの調査中に質問された115人の証人には、1431年に審理に出席していた聖職者の多くが含まれていた。彼らは、裁判記録に記録されていない多くの出来事の鮮明な記憶を与え、そしてイングランド政府が事件をどのように操ったかを説明している。
歴史家ジュール・キシュラーは、1840年代にジャンヌの処刑裁判と復権裁判のラテン語による5巻のシリーズ『ジャンヌ・ダルク処刑裁判と復権裁判（Procèsde condamnation et de réhabilitation de Jeanne d'Arc）』の第1巻の中で未公開の裁判記録を載せた。1868年にオレイーによってフランス語に翻訳され、1932年にW.P.バレットによって英語に翻訳され出版された。

## 異端審問

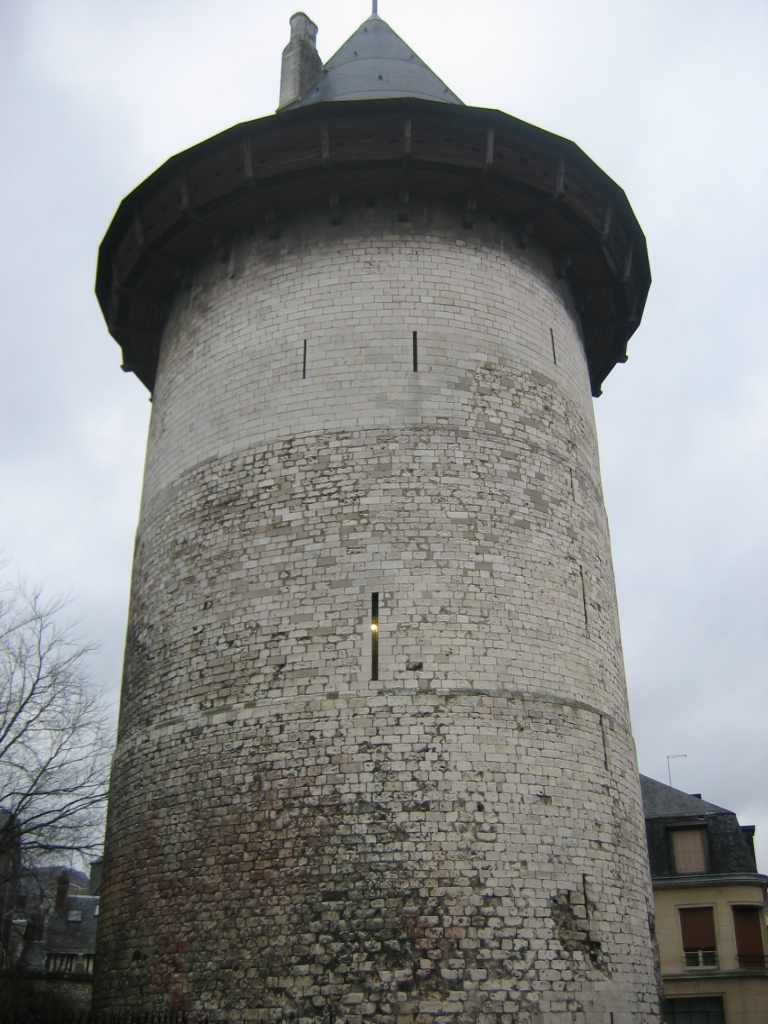
ブーヴルイユ(ルーアン)城の塔(異端審問裁判期間にジャンヌが監禁されていた)

ジャンヌの異端裁判は、最初に調査や尋問を中心とする「予備審理」と「普通審理」が、そしてその後に「異端再犯の審理」が行われた。
コーションはルーアンで行われる裁判の判事資格がなかったが、教区の臨時の責任者に任命されることで自分の立場を正当化した。異端審問の陪席者には、大学関係者、高位聖職者、教会参事会員、宗教裁判所の弁護士など約130人が召集された。後に、ニコラ・ド・ウーヴィルは、「裁判の出席者の大半は自分の意志で出席していたが、その他の者の多くは出席を強要されていたと思う」と語った。この裁判には、戦後の控訴裁判所が教会の規則違反と宣言した複数の問題が存在していた。

### 予備審理
法廷および牢内における尋問が記録されている。1月13日より以前に、ヘンリー6世の叔父かつ護国卿（摂政）だったベッドフォード公ジョン妃アンヌ（善良公の妹）の監視下で処女検査が行われ、ジャンヌが処女であることが証明されている（ベッドフォード公妃は、牢番たちにジャンヌに暴力を振るわないよう命じている）。だが、その事実は裁判記録には記されなかった。予備審理は1月9日に開始され、ジャンヌの性格や習慣に関する予備的な調査。同時に、裁判官の代理人がジャンヌの人生、習慣、美徳について調査するためにジャンヌの故郷のドンレミとその周辺に派遣され、幾人かの証人と面談した。その調査で収集した証人の証言はすべてジャンヌに有利な内容であったため、コーションは記録に残さなかった。審理は3月25日に終了した。
- 法廷での審理：2月21日 - 3月3日
- 牢内での審理：3月10日 - 3月25日

### 普通審理
枝の主日の翌日3月26日に開始された。70ヵ条の検事論告。12ヵ条の告発文に対する教会の判断。そして、5月24日のジャンヌの悔悛で永久入牢への減刑を申し渡した第1回判決等が記録されている。ジャンヌは審理の中で朗読された70ヵ条の告発文の各条について既に承認した点を除いて、否認をしている。後に12ヵ条に要約されたが、ジャンヌには読み聞かされていなかった。陪席者の尋問に対してのジャンヌの返答は適切で、「神の恩寵を受けていたか」という仕掛けられた尋問への返答は特に有名なものである。ジャンヌは尋問に臨機応変に対応していた。そのため、裁判が進むにつれて、異端の根拠としてジャンヌの兵士の服装までが問題となっていった。後に、幾人かの目撃者は、ジャンヌがチュニック、ホーゼン、ロングブーツが腰の周りに紐で結ばれていた兵士の服を着ていたと語った。5月24日、ジャンヌが悔悛誓約書への署名に同意し審理は終了した。

### 異端再犯の審理
異端再犯の審理は、牢内で5月28日に行われた。29日の最後の審議の際、3人を除く陪席者たちが、もう一度誓約書をジャンヌに読み聞かせ本人に確認するべきだと述べたが、陪席者たちには議決権がなかったために、コーションは彼らの意見を無視した。5月30日、入牢中のジャンヌが誓約書の誓いを破ったとして破門を宣告され処刑に至った経緯が記録されている。

## ジャンヌの悔悛
ジャンヌは、5月24日にサン・トゥアン大修道院の墓地に設置された演台に連れて行かれ、法廷が開かれた。宗教裁判では、通常、被告が教皇に助けを求めた時点で審理は中断される。だが、ジャンヌの教皇に助けを求める発言は無視され、悔悛と男性の服装をやめることに同意する誓約書に署名しない限り、直ちに火刑に処すと告げられた。即時執行に直面したジャンヌは、病気による気力の衰えもあり誓約書に署名することに同意した。正式な裁判記録に納められている悔悛誓約書(ラテン語)は、ジャン・マッシュウが読み聞かせたものとは別のものであることが判明している。
ジャンヌは兵士の服を着用していた。服にはチュニック、ホーゼン、腰まで伸ばしたロングブーツが腰の周りに紐で結ばれていた。審理に参加した聖職者は後に、牢にいる数ヶ月の間、牢番の暴行から身を守るために男性の服装をし、この衣服を堅く結びつけていたままにしていたと語った。誓約書に署名後、ジャンヌは今までと同じ牢に戻され、2日後には身を守るために再び男性の服を着用したため、5月28日に異端再犯の審理が行われた。
後に、法廷の書記官の1人のギヨーム・マンションは「ジャンヌは牢番からの何らかの暴力行為を恐れていたので、男性の服を身に着けていなければならないと訴えていた。ジャンヌは法廷関係者に対して、前述の牢番の1人が暴行しようとしていたことを何度か訴えていた」と語った。
この裁判記録では、この問題に関する多くの情報は省略されているが、ジャンヌが何も悪いことをしていないと抗議した引用を含んでいる。

## 刑の執行

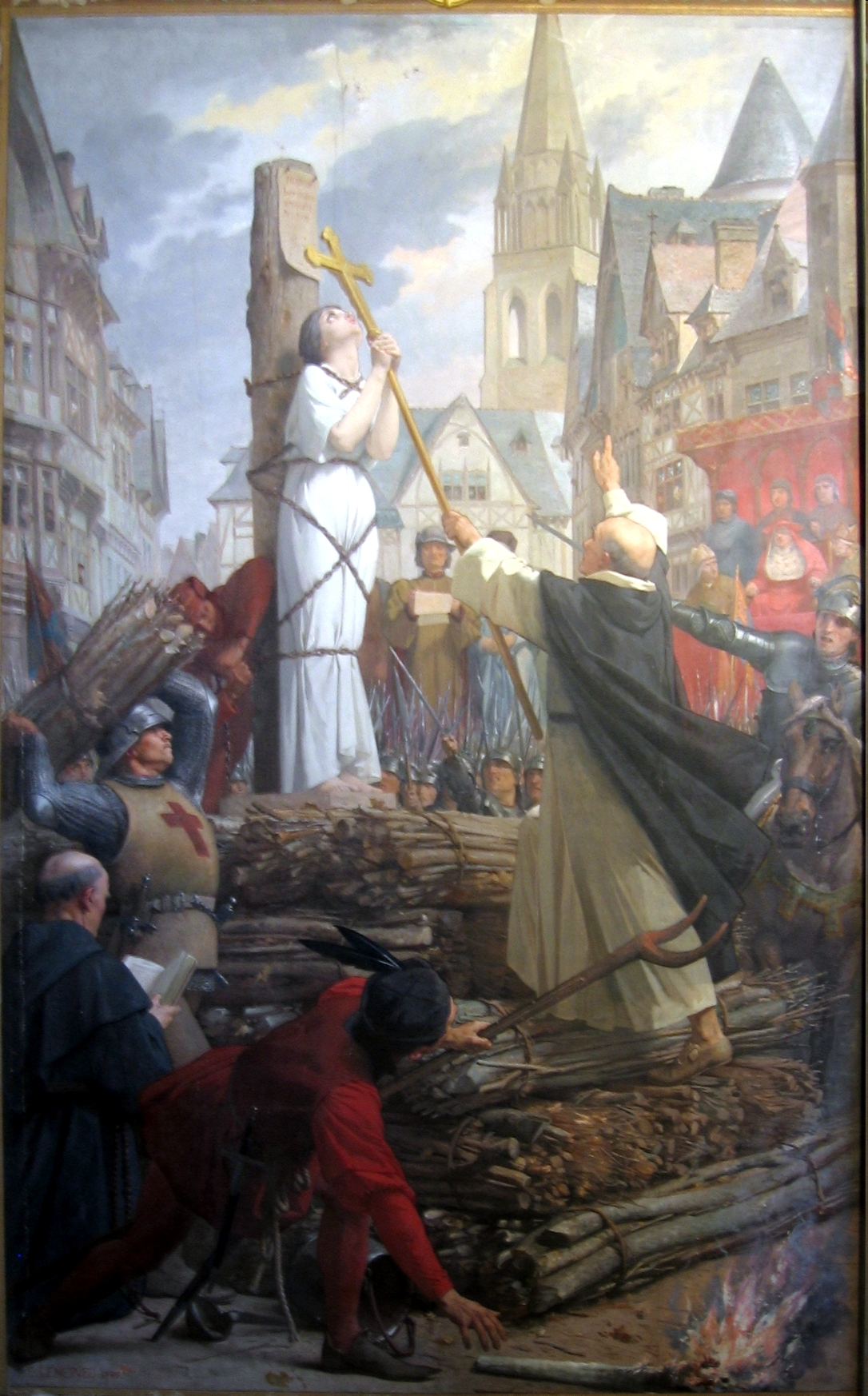

5月28日、ジャンヌは誓約書の誓いを破り男性の服を再び着用したことで、異端を再犯したとして非難された。後に主審公証人は「ジャンヌは自分の身を守るために男性の服を再び着用したと答え、法廷関係者に何度も苦情を申し立てていた」と語った。ジャンヌは男性の服を再び着用した理由について、「男性たちといる以上、女性の服よりも男性の服を着用するほうが適切であると思ったため」「ミサに参加し聖体を拝領でき、鉄の鎖が解かれることを約束してもらっていたが、その約束が果たされなかったためである。そして、教会内の牢に入れ、そして牢番も女性(修道女)になるのならば、喜んで教会の望む通りのことを、女性の服を再び着用する準備ができている」と返答した。
後に、裁判の執行官であるジャン・マッシュウは、ジャンヌから聞いた話として「ジャンヌが起床しなければならなかったため「起きるので鎖を解いて下さい」とイングランド人の牢番に頼んだ時、イングランド人の1人がジャンヌが着用していた女性の服をはぎ取り、袋から男性の服を取り出し、「起きろ」と言ってジャンヌにその服を投げつけた。そして、袋の中に女性の服を入れた。結局、イングランド人はジャンヌが男性の服を着用すること以外は選択肢を与えなかった」と語った。そして、ジャンヌは与えられた男性の服を身にまとい、「あなたは男性の服の着用が私に禁じられているのを知っている。私はこの服を着ません」と言ったが、それでも彼らはジャンヌに他の服を与えることはなかったので、正午まで彼らと議論を続けた。そして最後には、牢を出る必要性に迫られたため男性の服を着用しなければならなかった。ジャンヌが戻った後も、彼らはジャンヌの訴えや要請にもかかわらず、他の服を与えることはなかった」と語った。ジャンヌは「異端再犯者」ーすなわち異端を悔い改めた後に再び異端の罪に陥った者ーと宣告され、裁判所がジャンヌに処刑を申し渡す正当な理由となった。
1431年5月30日、コーションは最終宣告をし、ジャンヌはその後の世俗での裁判にかけられることなく、ルーアンのヴィユ・マルシェ広場で火刑に処された。